# Josip Vošnjak
Josip Vošnjak (4. ledna 1834 Šoštanj – 21. října 1911 Visole) byl rakouský spisovatel a politik slovinské národnosti působící v Štýrsku a Kraňsku, v 2. polovině 19. století poslanec Říšské rady a předák mladoslovinské strany.

## Biografie
Vystudoval obecnou školu v rodné Šoštanji, pak tři třídy hlavní školy a dvě třídy gymnázia v Celji. V letech 1846–1850 chodil na gymnázium ve Štýrském Hradci a pak v letech 1850–1852 ve Vídni. Od podzimu 1852 studoval na Vídeňské univerzitě medicínu. 1. března 1858 tam byl promován na doktora lékařství a 30. července 1858 na doktora chirurgie. Působil pak jako lékař, v letech 1858–1859 v Šoštanji, v roce 1859 jako vojenský lékař (během služby v Lublani), pak od září 1859 do února 1861 v Kranji, v roce 1861 opět v Lublani jako sekundář na tamním chirurgickém oddělení. V letech 1861–1870 byl okresním lékařem v Slovenské Bistrici, v letech 1870–1872 v Šmarje pri Jelšah. Následně se přestěhoval do Lublaně, kde v roce 1872 krátce provozoval lékařskou praxi a od března 1872 dlouhodobě zastával funkci primáře. Patřil mezi nejznámější lékaře v Kraňsku a působil jako funkcionář tamního spolku lékařů. Roku 1895 odešel na penzi do Visole.
Byl veřejně i politicky aktivní. Do politiky se ovšem zapojil relativně pozdě a ještě během studií ve Vídni nebyl uvědomělým Slovincem. K národnímu hnutí se připojil až během lékařského působení. Spisovnou psanou slovinštinu se naučil až v Kranji, předtím například své dopisy psal německy. Pak se podílel na slovinské agitaci a podporoval národní petice. Společně s Radoslavem Razlagem byl jedním z předáků slovinského hnutí ve Štýrsku. V roce 1868 se v Praze účastnil pokládání základního kamene Národního divadla. V lednu 1867 byl zvolen na Štýrský zemský sněm za kurii venkovských obcí, obvod Maribor. Mandát obhájil v roce 1870 a 1871, nyní za obvod Celje. Zemským poslancem ve Štýrsku byl až do roku 1877. Počátkem 70. let se odklonil od politiky Janeze Bleiweise a připojil se k radikálnějšímu křídlu slovinské politiky, tzv. mladoslovinci. V letech 1877–1895 byl poslancem Kraňského zemského sněmu, kde působil ve zdravotním referátu. Zastupoval kurii venkovských obcí, obvod Postojna.
Zasedal i jako poslanec Říšské rady (celostátního parlamentu), kam usedl v prvních přímých volbách do Říšské rady roku 1873 za kurii venkovských obcí v Štýrsku, obvod Celje, Brežice atd. Mandát zde obhájil ve volbách do Říšské rady roku 1879. V roce 1873 se uvádí jako Dr. Josef Vošnjak, primář, bytem Lublaň. V roce 1873 zastupoval v parlamentu slovanský opoziční blok. V roce 1878 se uvádí jako člen tzv. Hohenwartova klubu, který sdružoval konzervativní a federalisticky orientované poslance.
Roku 1873 byl členem ústředního volebního výboru mladoslovinské strany. Staroslovinci dokonce občas své konkurenty označovali za Vošnjakovce. V době vlády Eduarda Taaffeho byl hlavním politickým představitelem Slovinců, zatímco Janez Bleiweis už tehdy hrál spíše symbolickou roli. V 90. letech prosadil u vlády Alfreda Windischgrätze zřízení slovinského gymnázia v Celji, přičemž implementace tohoto kroku se následně stala předmětem ostré debaty na Říšské radě, jejímž výsledkem byla ztráta podpory německých liberálů a pád Windischgrätzovy vlády.
Byl též literárně činný. Psal beletrii, divadelní hry a obsáhlé memoáry.
Zemřel v říjnu 1911.
Jeho bratrem byl politik Mihael Vošnjak, další bratr Franz Woschnagg převzal po otci živnost a poněmčil se. Jeho synovec byl Bogumil Vošnjak. 